# Telefoonpaal

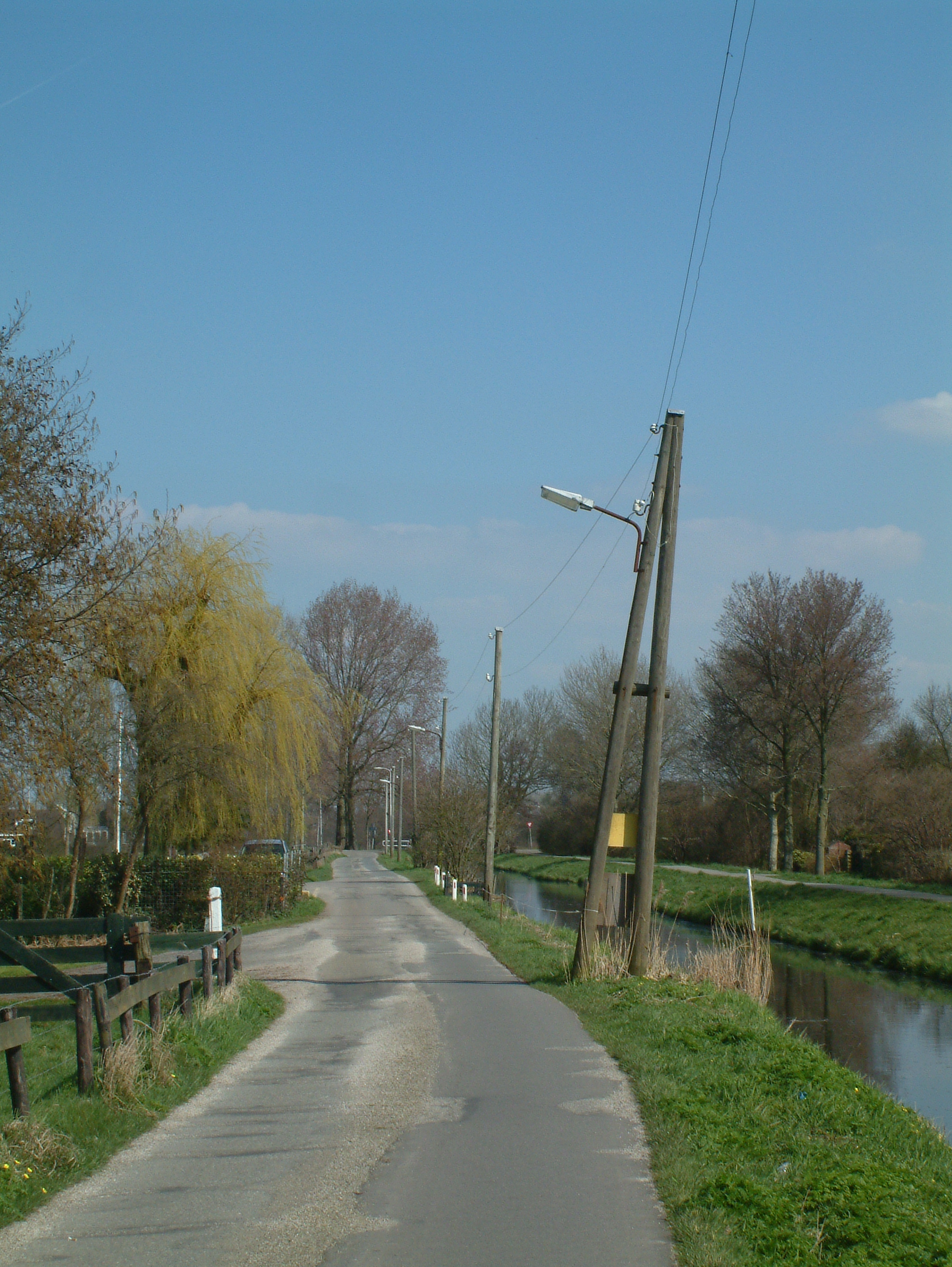
Telefoonpalen in de buurt van Zoetermeer

Een telefoonpaal is een (meestal houten) paal waaraan draden van het telefoonnetwerk zijn opgehangen. In Nederland zijn ze nog te vinden in kleine afgelegen dorpjes, onder meer in het westen van het land, waar de drassige grond niet altijd geschikt is voor de aanleg van ondergrondse kabels. In veel andere landen, waaronder in België en Duitsland, zijn ze nog volop aanwezig.
In veel gevallen worden de telefoondraden en andere communicatiekabels, zoals die van kabeltelevisie, opgehangen aan de palen van het elektriciteitsnetwerk. In Noord-Amerika spreekt men dan ook van utility poles ("voorzieningenpalen"). De palen zijn gemeenschappelijk bezit van een aantal bedrijven, of een bedrijf huurt "paalruimte" bij een ander. In Frankrijk spreekt men informeel van een poteau EDF als dit elektriciteitsbedrijf eigenaar is en van een poteau télécommunications als de palen aan France Télécom toebehoren. Niet alleen kabels, maar ook apparatuur, zoals transformatoren voor huisaansluitingen, worden aan de palen opgehangen in plaats van in een transformatorhuisje.
Voordelen van het gebruik van palen in plaats van ondergrondse kabels zijn onder andere de lagere kosten, minder overlast bij onderhoud of uitbreiding en het gemakkelijker ontdekken van gebreken. Belangrijke nadelen zijn de grotere gevoeligheid voor schade door wind en boomgroei en horizonvervuiling door een minder fraai uiterlijk. In de praktijk heeft een paalgebonden systeem vaker storing, maar de storing is sneller verholpen dan bij ondergrondse kabels.

## Foto's

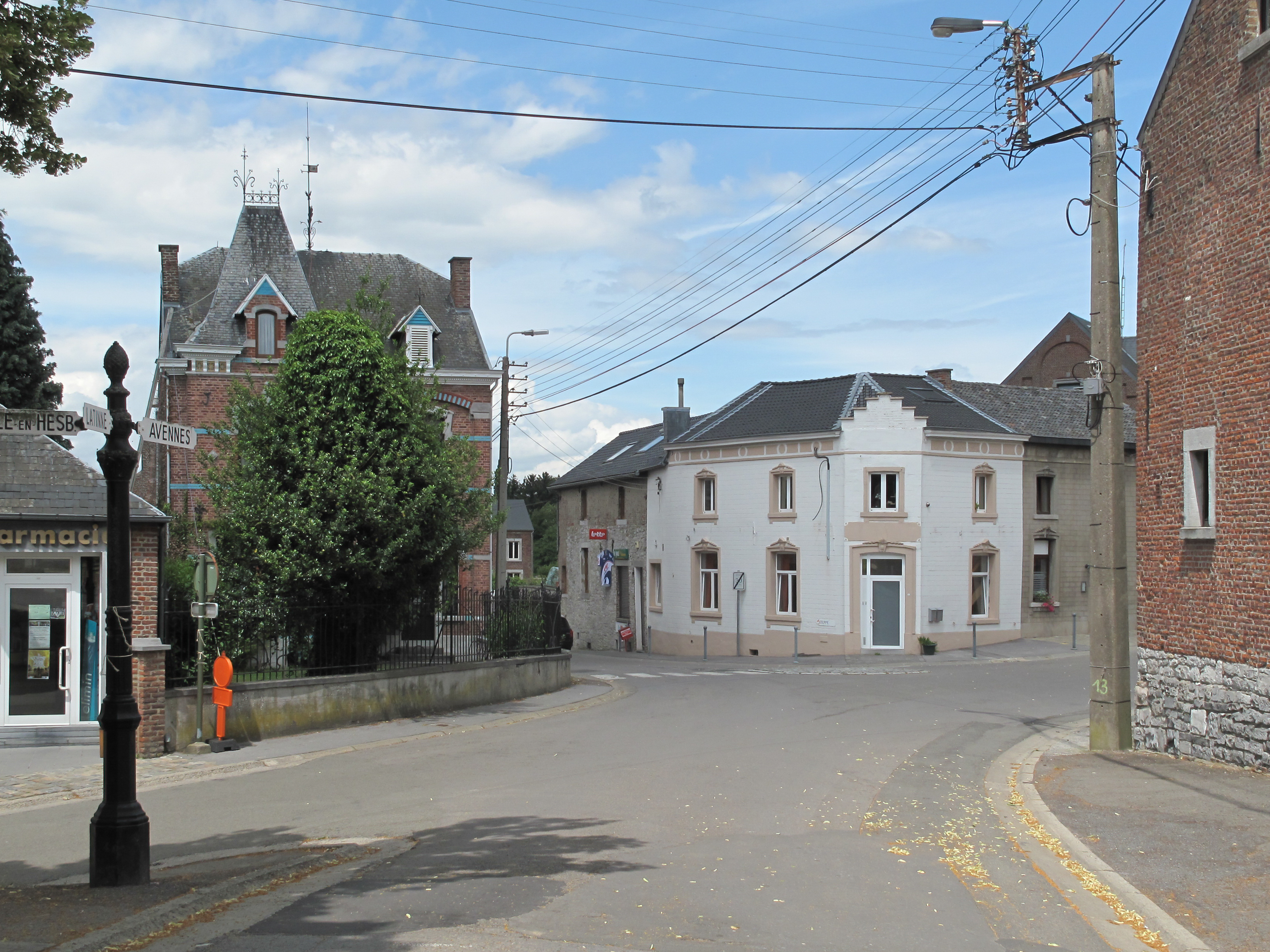
Straatbeeld in Braives, in de provincie Luik
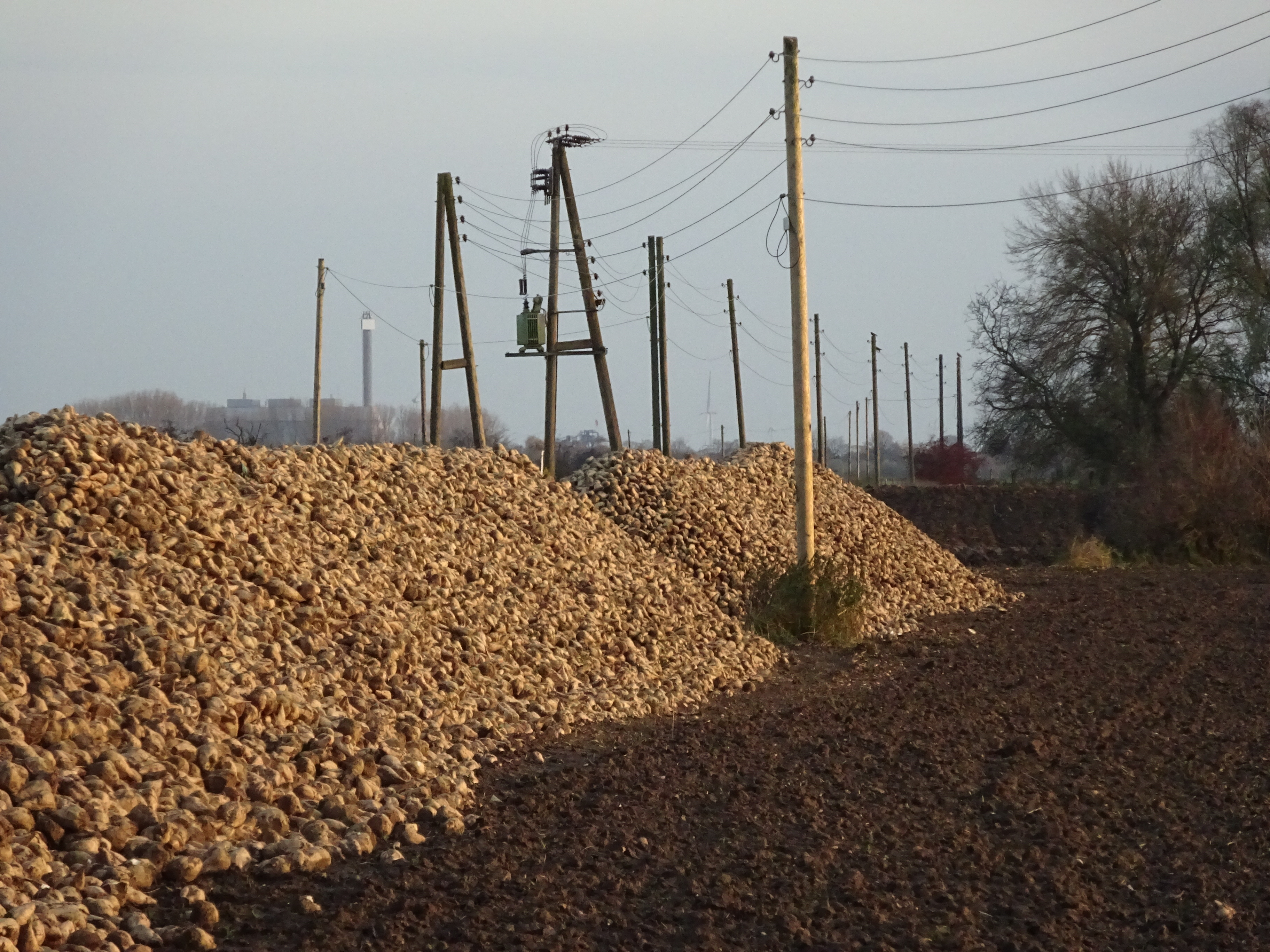
Op het platteland in de buurt van Kalkar, deelstaat Noordrijn-Westfalen